# Diatermància
|  | No s'ha de confondre amb diatèrmia. |

Es denomina diatermància a la propietat de l'aire atmosfèric de ser travessat pels llamps solars sense escalfar-se per això (de "dia", a través, i "termància", escalfament). No s'ha de confondre aquest terme amb el de diatèrmia, que és el tractament mèdic de diverses afeccions amb l'ocupació de radiacions de calor (infraroges) per mitjans elèctrics o electromagnètics. En idioma anglès, s'empra el terme diathermancy amb el mateix significat que aquí es desenvolupa i diathermanous (diatèrman) a aquells cossos que són transparents a les radiacions tèrmiques, és a dir, que es deixen travessar directament pels llamps solars (espectre visible) sense escalfar-se. Els principals estudis sobre la diatermància es deuen a Heinrich Gustav Magnus, químic i físic alemany del segle xix.

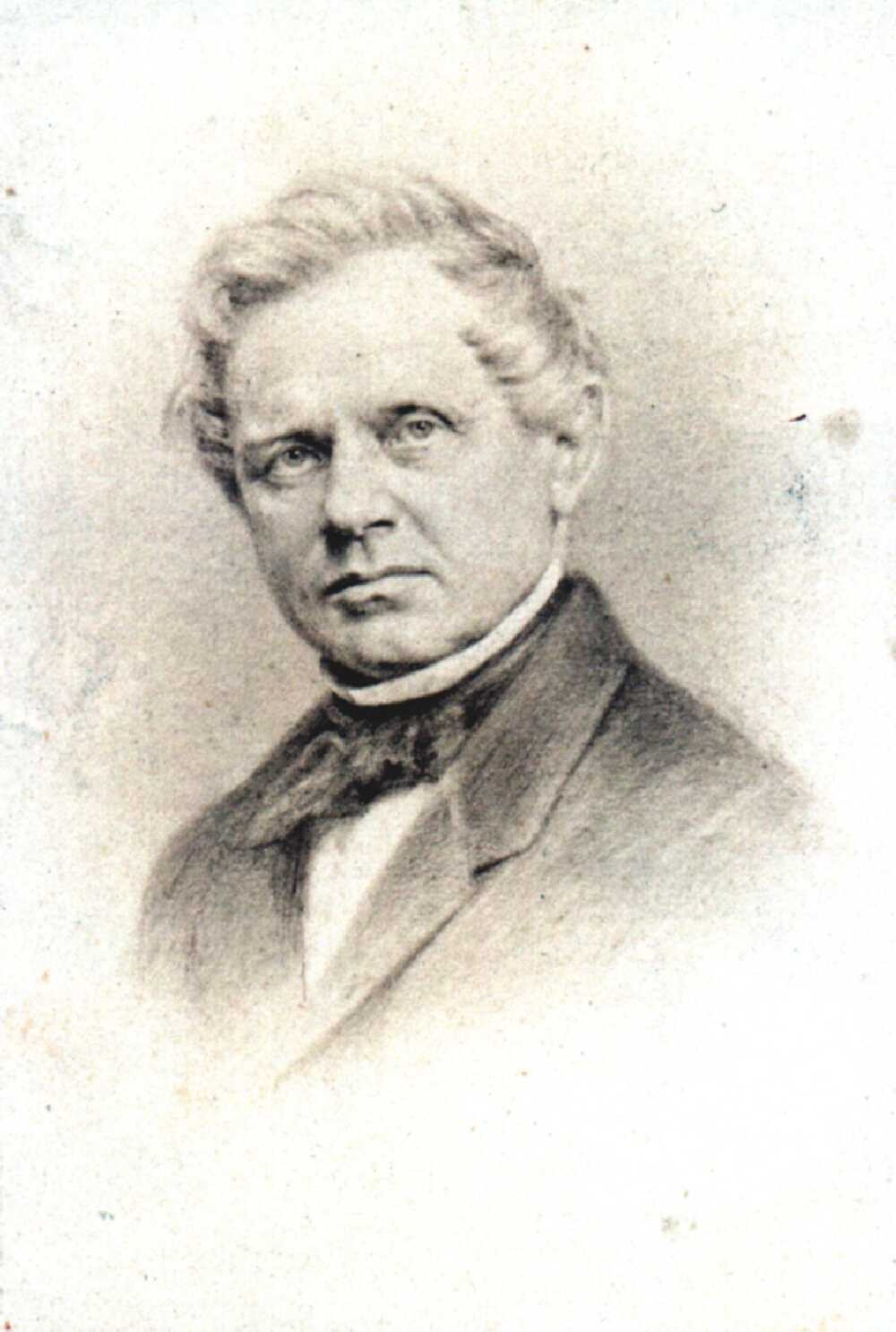
Reproducció fotogràfica d'un retrat d'Heinrich Gustav Magnus, que va desenvolupar els estudis més rellevants sobre la diatermància el.

## Calor clara i calor fosca
S'anomena calor clara a l'espectre visible de la llum solar, en el qual la seva longitud d'ona està directament relacionada amb la major o menor capacitat de transportar calor (és per això que es criden colors càlids als més pròxims al vermell i freds al dels colors blaus o violetes).
En canvi, la calor fosca és la dels raigs infrarojos, que són pròpiament les radiacions de calor, i es va conèixer amb aquest nom des de fa temps, per ser fora de l'espectre visible per a l'ull humà. Aquesta raó explica l'aparició de la fotografia infraroja, que posa en relleu els objectes d'acord amb la seva temperatura i no amb el seu color. En la fotografia infraroja, els objectes de major temperatura (la vegetació, per exemple) apareixen de color vermell i els més freds, en color blau. Aquesta tècnica fotogràfica constitueix una gran ajuda en el camp dels sensors remots: per exemple, a les grans zones de vegetació de boscos, el color vermell s'identifica com arbres sans i el groc (menor temperatura) com a parts d'arbres malalts per algun motiu determinat.

## Origen de la calor atmosfèrica
Com fàcilment s'haurà pogut inferir, l'escalfament de l'atmosfera terrestre no és directe sinó indirecte a partir dels raigs infrarojos de major longitud d'ona que s'emet per la superfície terrestre calenta. L'abast d'aquests raigs infrarojos és molt limitat cap a dalt, ja que escalfen només l'aire en contacte amb l'esmentada superfície. Al seu torn, aquesta capa inferior de l'aire en contacte amb el terra calent genera un canvi significatiu de la seva densitat, per la qual cosa actua com una espècie de mirall, produint el fenomen conegut com a miratge en un desert o en una carretera durant l'estiu (el paviment apareix com moll) o la reverberació que pot veure's a les superfícies molt calentes, com succeeix amb els automòbils exposats al sol del migdia. Al seu torn, aquests fenòmens no són sinó manifestacions de la refracció de la llum solar. De manera que l'origen de la calor atmosfèrica té dues fonts principals, el contacte de l'aire amb les superfícies de continents i illes i el que té amb els oceans, mars i aigües continentals, sent aquest últim el que té més importància per dues raons: la major superfície dels oceans en comparació amb els continents i illes i la massa molt més gran de la hidrosfera en comparació amb l'atmosfera; a més que els corrents marins constitueixen el major vehicle de transport de calor i el que explica majoritàriament la regulació dels fenòmens atmosfèrics a l'afluixo i ample de tota la Terra.

## L'escalfament de l'atmosfera d'origen terrestre
És la calor reflectit per la superfície terrestre el que posteriorment escalfa a la franja inferior de l'atmosfera. Aquest escalfament indirecte es manifesta a través dels miratges en dies calorosos als deserts i a les carreteres i en la reverberació que es produeix als sostres dels automòbils: no són els llamps solars els que escalfen l'aire, sinó els raigs infrarojos que es reflecteixen a la superfície i que, a causa de la seva major longitud d'ona, perden ràpidament la seva capacitat d'intercanvi de calor amb l'esmentada capa inferior de l'aire. Amb l'aigua dels oceans succeeix un fenomen físic diferent del de l'atmosfera. Els raigs infrarojos escalfen directament la capa superior de l'aigua i disminueixen els seus efectes ràpidament en augmentar la profunditat. És per això que en les aigües immòbils d'alguna platja, llac o piscina, la temperatura de les aigües que tenim als peus és molt més baixa que la de les aigües superficials. Aquesta característica de les aigües (no ser diatèrmanes) és la que explica el color blau de les aigües profundes, ja que l'absorció de la major part de l'espectre de la llum blanca (llum solar) només és limitada a una profunditat relativament escassa.

## L'escalfament atmosfèric d'origen oceànic
La capacitat de transport de calor per part d'un fluid depèn, evidentment, de la massa de l'esmentat fluid: com més sigui aquesta massa, major serà la seva capacitat per absorbir i transportar calor. Com la massa de l'aigua oceànica és molt superior a la de l'atmosfera és lògic suposar que els oceans són els responsables del major fluix de calor entre la zona intertropical i les temperades o polars. El que succeeix és que resulta difícil diferenciar quantitativament quin és la calor absorbida directament per l'atmosfera a través de la insolació (gairebé insignificant fora d'això i que depèn de la pols i molècules d'aigua en forma de vapor o en suspensió) i a través de la calor reflectida pels continents, per a així comparar-ho amb el que absorbeix l'atmosfera del mateix oceà.
Així doncs, no hem de subestimar el paper dels corrents oceànics al fluix de calor des de les latituds equatorials cap a les temperades i polars, com algunes vegades s'ha fet. Aquest és un error evident, i que mostra la dificultat en la comprensió integral del tema aquí tractat per part del ciutadà mitjana i fins i tot d'investigadors i científics en els temes atmosfèrics i oceanogràfics. Un exemple bastant clar ho podem veure en les imatges de satèl·lit de certes zones intertropicals: quan els corrents oceànics procedents de l'est passen entre dues illes i troben aigües molt més fredes se solen formar uns rosaris o alineacions de núvols pel contrast de temperatura, de la mateixa manera, que es formen les esteles dels avions de reacció. La imatge de satèl·lit obtinguda en la WikiMapia de l'Arxipèlag dels Rocs ens mostra una d'aquestes alineacions nuvoloses en passar les aigües entre dos illots en el que s'anomena la Boca del Medio
D'altra banda, la circulació dels vents constants coincideix a grans trets amb la dels corrents oceànics, la qual cosa podria emmascarar la influència mútua entre la part líquida i la gasosa a la superfície terrestre. Aquesta influència mútua té dues manifestacions importants: per una part, els corrents marins càlids són les responsables de l'enorme quantitat de calor que es trasllada cap a les costes occidentals d'Europa i d'Amèrica del Nord en les latituds temperades i polars. Els esmentats vents constants (vents de l'oest) absorbeixen aquesta calor (en forma de núvols) de les aigües superficials del corrent del Corrent del Golf a l'Atlàntic i de Kuro-shivo al Pacífic. I en sentit invers, la coincidència dels vents alisis del nord-est i el sud-est amb els corrents equatorials dels hemisferis nord i sud, respectivament, accelera, d'una banda, la surgència d'aigües profundes fredes (corrents freds) a les costes occidentals dels continents (Corrent De Les Canàries i de Califòrnia en l'hemisferi nord i de Benguela i del Corrent de Humboldt (Perú) en l'hemisferi sud), ja que en procedir els vents de l'Àfrica i Amèrica del Sud es creen unes petites ones de translació molt superficials cap a l'oest i aquesta translació origina, parcialment, la succió que explica dita surgència. Tanmateix, cal anotar que aquesta surgència d'aigües fredes a les costes occidentals dels continents es deu, no només a la direcció dels vents alisis a la zona intertropical, sinó a la direcció de les aigües oceàniques a la zona abissal (d'oest en est, igual com la Terra en el seu moviment de rotació) quan el pla inclinat del talús continental i les franges immediates a les costes de l'Àfrica i Amèrica del Sud, obliguen a les aigües profundes a sorgir al costat de la costa. Dit en altres paraules: les aigües del fons oceànic acompanyen la part sòlida de la litosfera en el moviment de rotació, pràcticament sense cap desplaçament per inèrcia a causa de l'enorme pressió que suporten. Però en arribar aquestes aigües a les costes de l'Àfrica occidental, aquí sí per inèrcia, tendeixen a seguir el moviment que tenien en el fons però es veuen obligades a ascendir per la disminució de la profunditat. Aquest és el principal motiu pel qual aquestes aigües d'origen profund siguin molt fredes. És necessari fer aquesta explicativa perquè en l'anàlisi dels corrents freds de la zona intertropical s'ha citat com l'origen de les esmentades aigües, a moltes obres sobre el tema, a corrents procedents de les zones polars, la qual cosa és un error. El corrent de Humboldt o del Perú, per exemple, no podria tenir un origen antàrtic, per tal com entre les costes del Perú i les de l'Antàrtida existeixen corrents oest-aquest, però d'aigües temperades o càlides. Amb molta major raó es podria citar el cas dels corrents freds en l'hemisferi nord (Corrents del Labrador, Oya Shivo, Califòrnia i, sobretot, Corrent de les Canàries). En el cas d'aquest últim corrent (Les Canàries), per exemple, seria impossible que la fredor de les seves aigües procedeixi de les latituds polars de l'hemisferi nord, ja que, entre la latitud de les Canàries i la de la zona polar àrtica es travessa l'enorme Corrent del Golf, que és d'aigües càlides.

## El cas especial dels grans rius

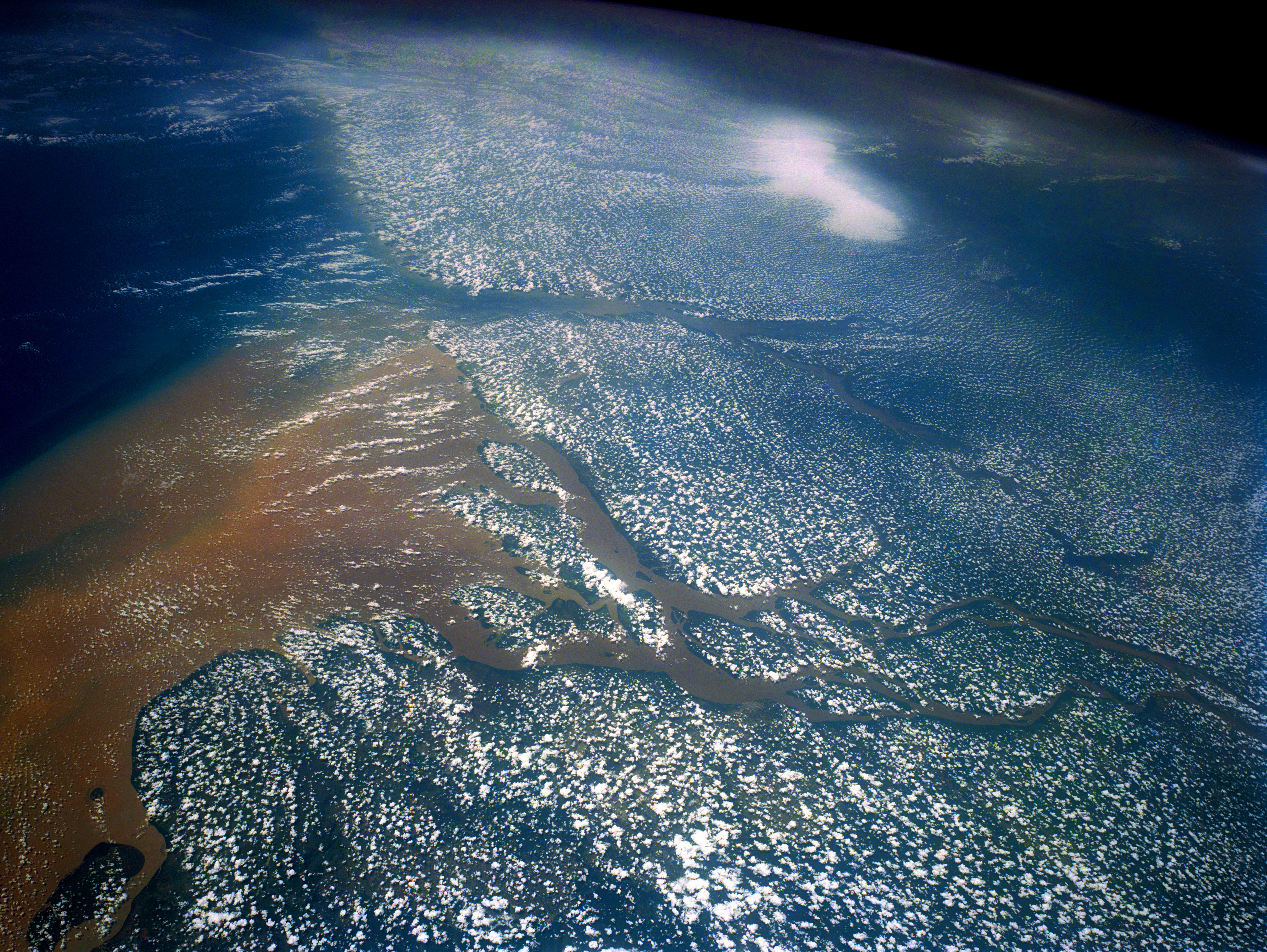
Desembocadura del riu Amazones a l'oceà Atlàntic en la qual pot veure's l'absència de núvols sobre les aigües fluvials, i també sobre les marines.

Com pot veure's en la imatge de satelit de la desembocadura del riu Amazones, es presenta una notable absència de núvols sobre les aigües de l'esmentat riu, la qual cosa sembla contradir el que aquí s'ha explicat. Tanmateix, no existeix tal contradicció, com s'ha assenyalat a l'article sobre la Conca de l'orinoco. Es tracta d'un comportament diferent de les aigües i terres quan el procés d'absorció i emissió de calor, molt més lent en el cas de les aigües que a la superfície terrestre: els sòlids s'escalfen més ràpidament però també es refreden amb molta rapidesa. És per aquesta raó pel que les aigües regulen la temperatura atmosfèrica en major proporció que les terres i pel qual la zona intertropical, que és la que posseeix major volum d'aigües continentals i atmosfèriques, no és la més calorosa del planeta referent a les temperatures mitjanes diàries i màximes absolutes. El que succeeix en el cas de l'enorme volum de les aigües fluvials en aquesta zona (rius Orinoco, Esequibo, Caura, l'Amazones, el Congo i molts d'altres) és que les imatges de satèl·lit es prenen en hores del matí a causa que són les hores del dia en què la nuvolositat és menor. La lentitud en l'absorció de calor per la insolació, per part de les aigües fluvials, en comparació amb les terres és el que explica l'absència de núvols en hores del matí. Precisament, aquestes imatges de grans rius sense núvols en hores del matí són les que demostren el fenomen aquí descrit: l'aire és diatèrman però l'aigua no ho és. El mateix pot dir-se respecte a les aigües oceàniques, com pot veure's en gran part de la imatge de satèl·lit. I si en hores del matí, que són aquelles en les quals les aigües dels grans rius tenen les temperatures més baixes, no es produeixen núvols sobre els esmentats rius és perquè tota la calor de la insolació està sent absorbida per les aigües i, per tant, no hi ha irradiació de calor cap a l'atmosfera, sinó que es forma una àrea anticiclònica d'aire fred sobre els grans rius, el qual impedeix o limita la formació de núvols. Una cosa molt diferent succeiria en el cas de prendre imatges satelitales en hores de la tarda (sobretot en hores del capvespre).

## El balanç tèrmic als oceans
En el cas dels oceans, el lent escalfament (i refredament) de les aigües respecte a les terres dona origen a què existeixi un retard de més d'un mes entre la temperatura mínima i màxima a les terres (febrer i agost en l'hemisferi nord) i la dels oceans (març i setembre, també en l'hemisferi nord), la qual cosa comporta a fenòmens meteorològics i climàtics molt importants. Encara que ha estat tractat científicament a moltes obres de Ciències de la Terra i d'altres disciplines, es tracta d'un coneixement empíric conegut des de fa molt temps, com es pot inferir de la lectura d'un fragment en una obra de Piadós Baroja:
| « | Sabut és que la climatologia oceànica i terrestre no és igual; a terra, el máximum de fred i de calor és febrer i agost; al mar, és març i setembre. Octubre, a les nostres costes, és el verdader principi de la tardor; quan la terra comença a refredar-se, el mar segueix temperat (Piadós Baroja, 1911) | » |

Així doncs, les diferents èpoques d'escalfament i refredament de les terres i els oceans donen origen a les consegüents èpoques d'estabilitat o inestabilitat atmosfèrica en aquestes dues zones. En altres termes, quan el mar és més calent respecte als continents, és l'època d'inestabilitat atmosfèrica, ja que aquesta major temperatura de les aigües dona origen a l'ascens de masses d'aire càlides i humides, la qual cosa pot traduir-se en pluges abundants o persistents en les àrees veïnes costaneres. Es tracta d'una espècie de llei de la Geografia Física: les aigües dels oceans i mars absorbeixen una enorme quantitat d'energia solar, la qual cosa equival a dir que actuen com una gegantina pila elèctrica: es carrega amb els llamps solars i es descarrega en l'atmosfera mitjançant la irradiació de calor (raigs infrarojos, principalment).